# Sweet Blue Flowers
Aoi Hana (яп. 青い花) — юри-манга, написанная и проиллюстрированная Такако Симурой. Она была представлена в ноябре 2004 года в журнале Ohta Publishing’s Manga Erotics F. Первая глава была выпущена в декабре 2005 года в Японии. Всего было выпущено 8 томов.

## Сюжет
Неразлучным с детства подругам Акире Окудайре и Фуми Мандзёмэ пришлось расстаться из-за переезда семьи последней. Спустя десять лет семейство Мандзёмэ вернулось назад, в Камакуру и Фуми поступила в женскую школу Мацука. На станции она встречает Акиру, поступившую в престижную девичью академию «Фудзигая». Так как за десять лет героини сильно изменились, поначалу они не узнают друг друга. Но несмотря, на внешние изменения, их характеры остались теми же. Высокая и элегантная Фуми осталась плаксой, а Акира — весёлой и беззаботной девушкой.

## Список серий
1. Повесть о цветах (яп. 花物語 хана моногатари, Flower Tale)
2. Весенняя буря (яп. 春の嵐 хару но араси, Spring Storm)
3. Просыпаться утром (яп. 朝目覚めては аса мэсамэтэ ва, Waking up in the Morning)
4. Весна жизни прекрасна (яп. 青春は美くし сэйсюн ва уцукуси, Youth is a Lovely Thing)
5. Грозовой перевал (1) (яп. 嵐が丘（前編) араси га ока (маэ хэн), Wuthering Heights — First Half)
6. Грозовой перевал (2) (яп. 嵐が丘（後編） араси га ока (ато хэн), Wuthering Heights — Second Half)
7. Время молодой листвы (яп. 若葉のころ вакаба но коро, When Young Leaves Sprout)
8. Любовь слепа (яп. 恋は盲目 кой ва мо:моку, Love is Blind)
9. Сон в летнюю ночь (яп. 夏の夜の夢 нацу но ё но юмэ, A Summer Night’s Dream)
10. Счастливый принц (яп. 幸福の王子 ко:фуку но о:дзи, The Happy Prince)
11. Зимний фейерверк (яп. 冬の花火 фую но ханаби, Winter Fireworks)